# Hubert Szaniawski
Hubert Szaniawski est un paléontologue polonais.
En 2002, H. Szaniawski, sur la base d'une analyse comparative assez détaillée, classe les protoconodontes, fossiles du Cambrien dont la composition des éléments est de nature organique ou faiblement phosphatique, en les interprétant comme des crochets fossilisés de chaetognathes, plutôt que comme des éléments de conodontes.
En 2005, H. Szaniawski réinterprête Oesia disjuncta, fossile des schistes de Burgess originellement décrit par Walcott, comme un chaetognathe.

## Publications

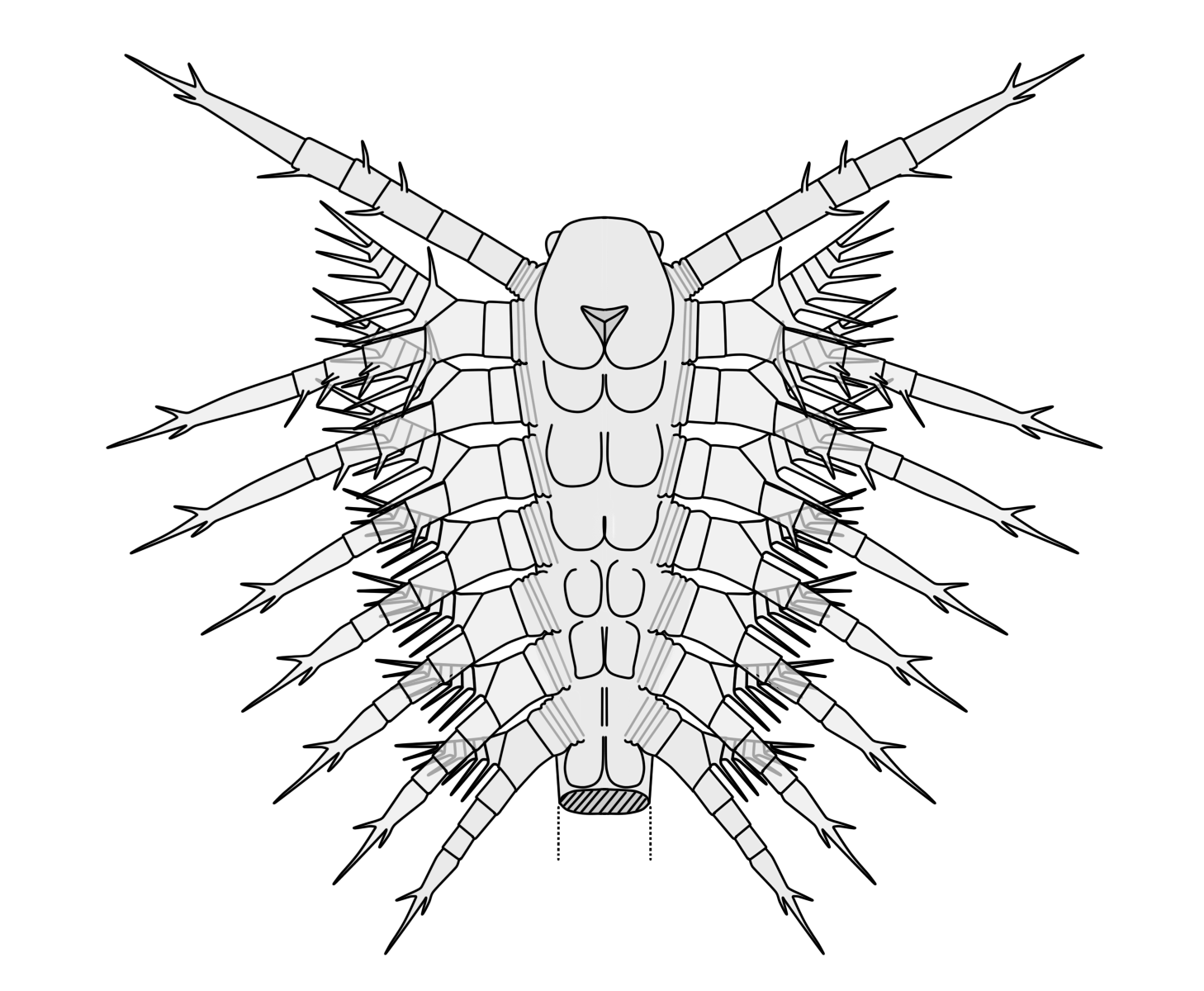
Reconstruction partielle de Cambrocaris baltica par Dieter Waloszek et Hubert Szaniawski en 1991.

- (en) Lochkovian conodonts from Podolia, Ukraine, and their stratigraphic significance.
- (en) New ischnacanthiform jaw bones from the Lower Devonian of Podolia, Ukraine.
- (en) Acanthodian Jaw Bones from Lower Devonian Marine Deposits of Podolia, Ukraine.
- (en) Lochkovian, early Devonian scolecodonts from Podolia, Ukraine.
- (en) Cambrocaris baltica n. gen. n. sp., a possible stem-lineage crustacean from the Upper Cambrian of Poland.
- (en) Szaniawski H., 2002. New evidence for the protoconodont origin of Chaetognaths. Acta Palaeontologica Polonica 47, pages 405–419 (lire en ligne).
- (en) Szaniawski H., 2005. Cambrian Chaetognaths recognized in Burgess Shale fossils. Acta Pal. Polonica 50, 1–8.
- (en) 2009. Fossil Chaetognaths from the Burgess Shale: A Reply to Conway Morris.
- (en) Voichyshyn V. & Szaniawski H., 2012. Acanthodian jaw bones from Lower Devonian marine deposits of Podolia, Ukraine. Acta Palaeontologica Polonica, 57(4): 879-896, DOI 10.4202/app.2011.0079.